# Холодний Григорій Григорович
Григо́рій (Григор) Григо́рович Холо́дний (3 березня 1886, м. Тамбов, тепер Російська Федерація — 17 лютого 1938, Соловецькі острови) — український вчений, жертва більшовицького терору.

## Життєпис
Закінчив фізико-математичний факультет Петроградського університету. У 1912—1917 pp. учителював у Москві, був секретарем заснованого М. С. Грушевським Українського видавничого товариства. Згодом переїхав до Києва, читав лекції з математики, фізики та космографії у старших класах Другої української гімназії ім. Кирило-Мефодіївського братства. У 1920—1924 pp. працював у освітянських органах Чернігівщини, був обраний головою місцевої «Просвіти», організував Чернігівське наукове товариство. За пропозицією О. Б. Курило долучився до термінологічної праці в Інституті Української Наукової Мови, ВУАН. Від 1924 р. — штатний працівник його природничого відділу, від березня 1925 р. — науковий секретар, а від жовтня 1926 р. — керівник Інституту, редактор його органу «Вісник ІУНМ» (2 випуски 1928, 1930, тексти обох випусків). Холодний брав активну участь у виробленні головних засад розвитку української термінології, редагуванні термінологічних словників.
Заарештований 1929 року під час організаційної кампанії процесу Спілки Визволення України, звинувачений у націоналістичному шкідництві. Засуджений до 8 років позбавлення волі та позбавлення прав на наступні 3 роки. Відбував покарання на Соловках — у таборі й тюрмі особливого призначення. За рішенням окремої трійки УНКВС Ленінградської області від 14 лютого 1938-го розстріляний 17 лютого того ж року на Соловецькому архіпелазі (це була масова страта в'язнів — майже 200 осіб упродовж однієї доби).
Реабілітований Верховним Судом УРСР 1 серпня 1989 року і в Росії — прокуратурою Архангельської області 26 липня того ж року.

## Родина
Батько музиканта і педагога Оксани Григорівни Холодної (10 грудня 1915 — 21 квітня 1984).

## Праці
- «Словник української фізичної термінології». — К., 1918 (редагування)
- «До історії організації термінологічної справи на Україні» // Вісник Інституту української наукової мови. — Вип. 1. — 1928. — С. 9—20
- «Які мають бути словники ІУНМ» // Пролет. правда. — 1928. — № 165, С. 5
- «Стан та перспективи наукової роботи Інституту Української Наукової Мови. (Доповідь Раді Академії 5-го листопада 1928 р.)». — К., 1928
- «Словник математичної термінології». — Т. 3. Астрономічна термінологія й номенклатура. (Проєкт). — X., 1931. — 117 с (співавтор Ф. П. Калинович)
- «Словник фізичної термінології. (Проєкт)». Зредагував В. Фаворський. Харків: УРЕ, 1932, VI+214 с. (вийшов після «знешкодження» за редакції В. В. Фаворського без згадування авторів). Перевидання К.: Інститут енциклопедичних досліджень, 2009.